# Ballonicha
Ballonicha là một chi bướm đêm thuộc họ Erebidae.